# 龙凤乡 (武都区)
龙凤乡，是中华人民共和国甘肃省陇南市武都区下辖的一个乡镇级行政单位。

## 行政区划
龙凤乡下辖以下地区：
杜家山村、屈家崖村、者家湾村、李家湾村、寺背村、寺塄坎村、毕家山村、祁家塄村、大阳山村、上祁家村、艾蒿坪村、草舌坪村、杨上面村、瓦舌头村、袁家那村、候家山村、井头山村、小阳山村、郭阳坡村、岸家山村、杨坪村和小庄村。